# Ernie Coombs
Ernest "Ernie" Arthur Coombs (26 de novembro de 1927 – 18 de setembro de 2001) foi um comediante infantil que começou sua carreira no programa televisivo Mr. Dressup.
Nasceu em Lewiston, Maine.
Sofreu um derrame em 10 de setembro de 2001, e morreu em 18 de setembro de 2001 em Toronto